# Isla de la Plata
Die Isla de la Plata (deutsch: „Silberinsel“) ist eine 5,9 km² große und 23,6 km vor der Festlandküste der Provinz Manabí, Ecuador gelegene unbewohnte Insel. Sie gehört zum Kanton Montecristi jener Provinz. Ihr Name geht auf einen angeblich von Sir Francis Drake dort versteckten Silberschatz zurück. Sie ist Teil des Machalilla-Nationalparks und ist per Boot von Puerto López aus zu erreichen.
Die höchste Erhebung der Insel mit 167 Metern liegt im Norden, nur rund 400 Meter landeinwärts der Nordküste.
Auf der Insel lebt eine Vielfalt an Tierarten. So gibt es verschiedene Tölpel wie den Blaufußtölpel, den Rotfußtölpel und den Nazcatölpel. Der Galapagosalbatros hat dort seine einzige Brutstätte außerhalb der Galápagos-Inseln. Eine andere Spezies ist die Mähnenrobbe. In den Gewässern um die Insel finden sich Delfine wie der Schlankdelfin. Auf einer Reihe von Wanderwegen werden geführte Touren angeboten, die auch den mit Kreuzfahrtschiffen ankommenden Touristen angeboten werden.
Anfang des 20. Jahrhunderts stießen Wissenschaftler des Field Museum of Natural History (Chicago) dort bei archäologischen Grabungen auf altertümliche Relikte, wie kultische Keramikobjekte und Statuetten aus Gold, Silber, Bronze und Kupfer. Diese Funde legen angesichts des Fehlens früher Siedlungsspuren nahe, dass die Insel während präkolumbischer Zeiten lange von Bewohnern des Festlands zu rituellen Zwecken besucht wurde.